# Ľudovít Bazovský
Ľudovít Bazovský (22. července 1872 Závada – 10. prosince 1958 Ľubochňa) byl slovenský a československý politik a meziválečný poslanec Revolučního národního shromáždění.

## Biografie

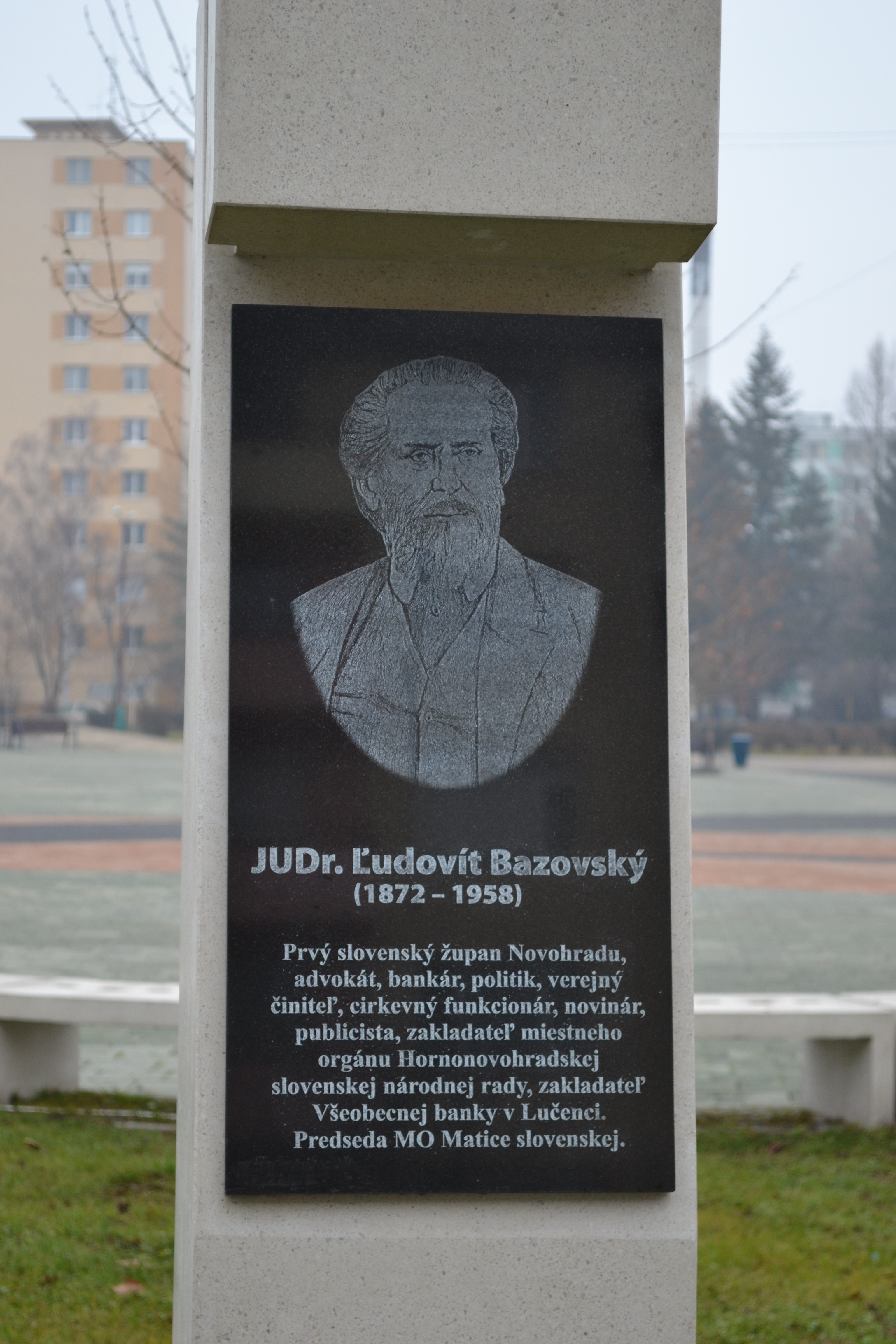
Lučenec – JUDr. Ľudovít Bazovský

V letech 1918–1919 zasedal v Revolučním národním shromáždění za slovenskou reprezentaci (slovenští poslanci Revolučního národního shromáždění ještě nebyli organizováni podle stranických klubů). Roku 1919 na členství v tomto zákonodárném sboru rezignoval. Byl profesí advokátem.
Byl signatářem Martinské deklarace. Roku 1919 byl jmenován do funkce župana Novohradské župy, kde působil do roku 1920. Od čechoslovakistických pozic přešel postupně na pozice obhajoby slovenské autonomie včetně spolupráce s maďarskými politickými silami. Jeho bratrem byl publicista Koloman Bazovský.